# Múzquiz
Múzquiz è un comune del Messico, situato nello stato di Coahuila.